# Máy bay quân sự

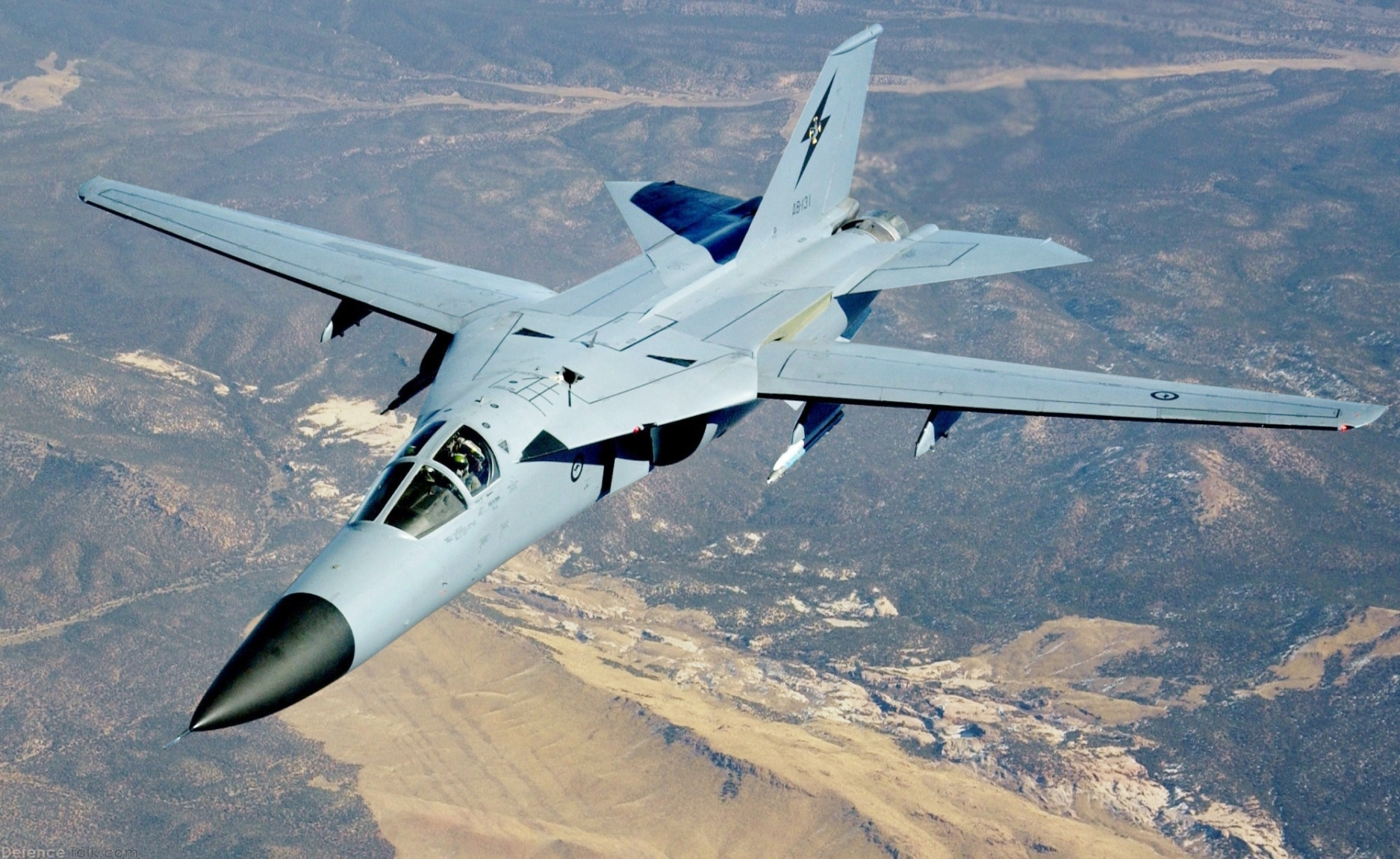
F-111 của Không lực Úc do Mỹ sản xuất lần đầu năm 1967

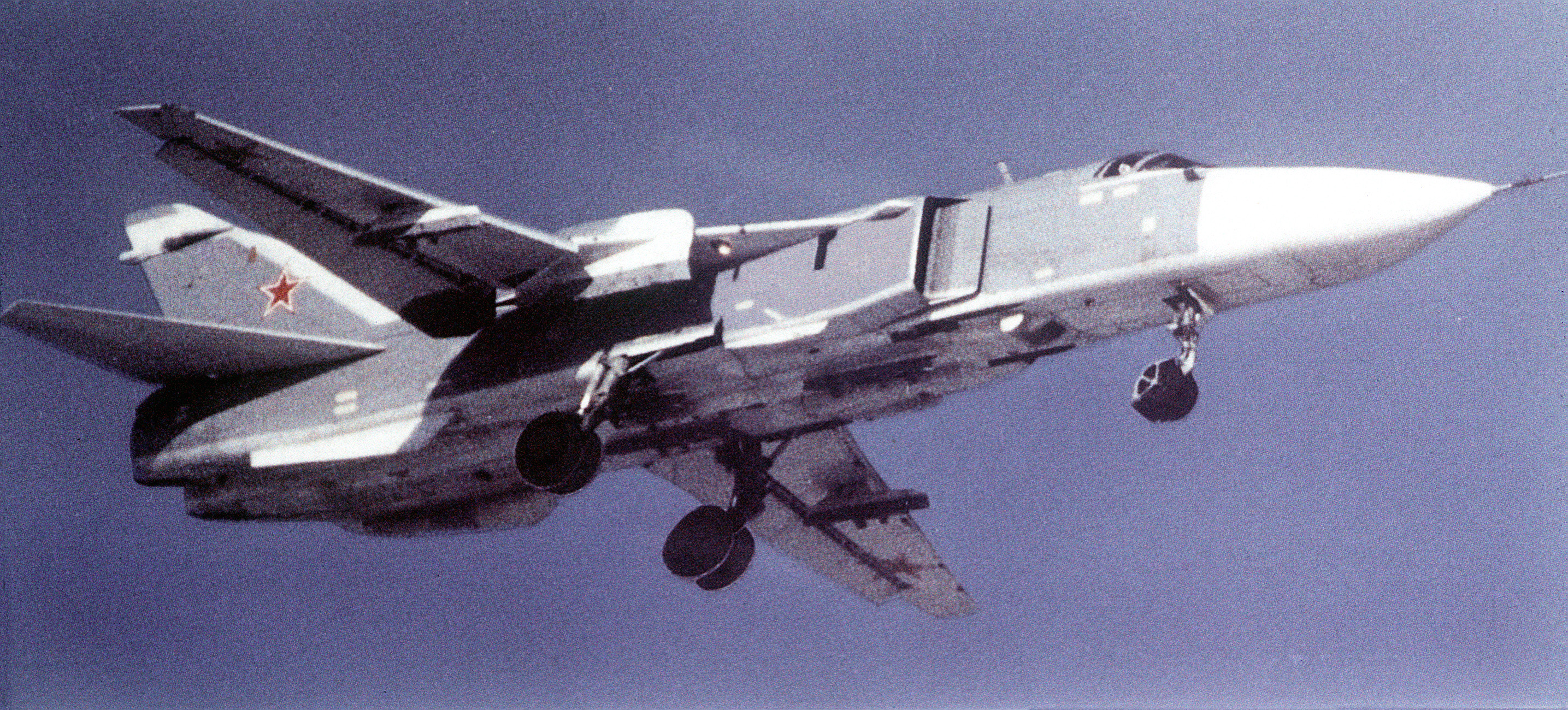
Su-24 của Liên Xô sx lần đầu năm 1974

Một máy bay quân sự là bất kỳ máy bay cánh cố định hoặc cánh quay mà được một lực lượng quân sự sử dụng. Những thể loại chung bao gồm:
- Máy bay tiêm kích
- Máy bay cường kích
- Máy bay ném bom
- Máy bay tiếp nhiên liệu
- Máy bay huấn luyện
- Máy bay vận tải
- Máy bay trinh sát hay giám sát
- Khí cầu quan trắc
- Phương tiện bay không người lái
- Tàu lượn

## Các danh sách máy bay quân sự

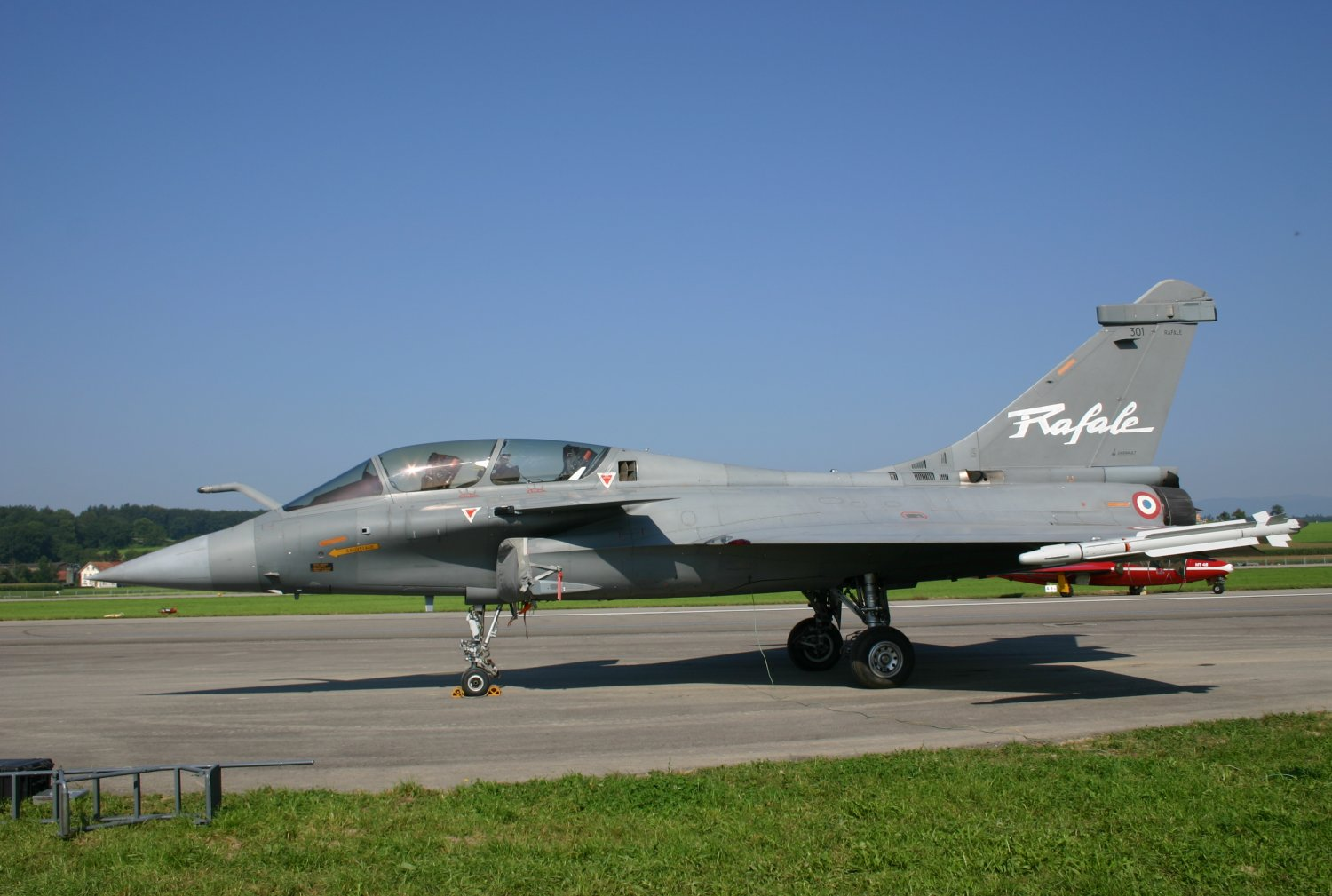
Dassault Rafale của Không lực Pháp

F-16 thuộc Không quân Hoàng gia Na Uy quay về sau khi thực hiện nhiệm vụ. Những chiếc F-16 của Na Uy và Không quân Hoàng gia Hà Lan là một phần của Lực lượng Hỗ trợ An ninh Quốc tế (ISAF) của NATO tại miền nam Afghanistan, 2006.

- châu Âu & Bắc Mỹ - Tạp chí Máy bay Quân sự từng kỳ
- Úc - Danh sách máy bay của Không quân Hoàng gia Úc
- Pháp - Danh sách máy bay của Armée de l'Air, Thế chiến thứ hai
- Đức - Danh sách máy bay quân sự trong Thế chiến thứ hai của Đức
- Ấn Độ - Danh sách máy bay của Không quân Ấn Độ
- Ý - Danh sách máy bay của Regia Aeronautica
- Nhật Bản - Danh sách máy bay của Nhật Bản, Thế chiến thứ hai
- Nam Phi - Danh sách máy bay của Không quân Nam Phi
- Anh
  - Không quân - Danh sách máy bay của Không quân Hoàng gia Anh
  - Hải quân - Danh sách máy bay của Không quân Hải quân Hoàng gia Anh
- Hoa Kỳ - Danh sách máy bay quân sự của Hoa Kỳ
- Liên Xô và CIS - Danh sách máy bay quân sự của Liên bang Xô viết và CIS

## Những hệ thống tên gọi máy bay quân sự
- Đức
  - Hệ thống máy bay Idflieg
  - Hệ thống máy bay RLM
- Nhật Bản - Hệ thống tên gọi máy bay quân sự Nhật Bản
- Anh - Hệ thống tên gọi máy bay quân sự Anh
- Hoa Kỳ - Hệ thống tên gọi máy bay quân sự Hoa Kỳ
- Liên Xô - Hệ thống tên gọi máy bay quân sự Liên Xô